# Клајо (Калифорнија)
Клио (енгл. Clio) насељено је место без административног статуса у америчкој савезној држави Калифорнија.

## Демографија
По попису из 2010. године број становника је 66, што је 24 (-26,7%) становника мање него 2000. године.
| Група             | 2000.      | 2010.      |
| Белци             | 86 (95,6%) | 64 (97,0%) |
| Афроамериканци    | 0 (0,0%)   | 0 (0,0%)   |
| Азијати           | 0 (0,0%)   | 0 (0,0%)   |
| Хиспаноамериканци | 3 (3,3%)   | 1 (1,5%)   |
| Укупно            | 90         | 66         |